# Isaac Herzog
Isaac "Bougie" Herzog (hebraico: יצחק "בוז'י" הרצוג, Tel Aviv, 22 de Setembro de 1960) é um advogado e político israelense. Eleito em 2 de junho de 2021 como 11⁰ Presidente de Israel, pelo Knesset, o Parlamento de Israel. Foi presidente do Partido Trabalhista e Líder da Oposição de 2013 a 2018. Herzog teve três cargos ministeriais em governos israelenses, incluindo Habitação e Construção, Turismo, Previdência e Serviços Sociais, Diáspora, Sociedade e Luta contra o Antissemitismo, entre 2005 até 2011.
Herzog pertence a uma influente dinastia política israelense. Filho de Chaim Herzog, um general que chegou a ser o 6° Presidente de Israel, e neto do primeiro rabino-chefe asquenaze do país, Yitzhak HaLevi Herzog, é também sobrinho de Abba Eban, ministro de Relações Exteriores durante a Guerra dos Seis Dias.
Herzog é graduado em Direito pela Universidade de Tel Aviv. Também estudou na Universidade Cornell e na Universidade de Nova York. Trabalhou no escritório de advocacia Herzog, Fox & Ne'eman, fundado por seu pai.
Ao contrário de Yitzhak Rabin e Ehud Barak, seus predecessores na presidência do Partido Trabalhista, Herzog dedicou-se apenas à advocacia e à política, onde até agora mostrou um perfil relativamente baixo. O líder trabalhista propõe o congelamento de assentamentos judeus na Cisjordânia e acredita na chamada solução de dois Estados.
Isaac Herzog foi um dos principais candidatos da maior coligação de oposição de centro-esquerda, a União Sionista, nas eleições legislativas de 2015 para o Knesset em março do referido ano.